# Ophiomyia fici
Ophiomyia fici este o specie de muște din genul Ophiomyia, familia Agromyzidae, descrisă de Spencer și Hill în anul 1976.
Este endemică în Hong Kong. Conform Catalogue of Life specia Ophiomyia fici nu are subspecii cunoscute.